# تپه قره‌چی
تپه قره چی مربوط به عصر مفرغ - سده‌های میانه دوران‌های تاریخی پس از اسلام است و در شهرستان سرپل ذهاب، بخش مرکزی، دهستان حومه، سرپل، ۸۰۰ متری شمال غربی روستای ریخک واقع شده و این اثر در تاریخ ۱۸ اسفند ۱۳۸۷ با شمارهٔ ثبت ۲۴۸۶۶ به‌عنوان یکی از آثار ملی ایران به ثبت رسیده‌است.